# Summer (film 2008)
Summer è un film del 2008, diretto da Kenneth Glenaan.
Il film presenta l'intreccio di amicizia, amore e disgrazie di tre amici scozzesi, vissuto dalla fanciullezza alla maturità, con una narrazione che alterna presente e passato.

## Trama
Shaun è un quarantenne che vive in una cittadina della Scozia, con l'amico di sempre, Daz, e il figlio di questi, Daniel. Daz, da venti anni su una sedia a rotelle e con un passato da alcolista, è un malato terminale. Shaun vive di espedienti e assiste l'amico, nonostante un grave handicap ad una mano.
Continui flashback fanno luce sulla fanciullezza e sulla giovinezza dei due amici, condivisa con l'inseparabile Katy. Shaun aveva avuto gravi problemi di apprendimento accompagnati a sporadici scatti d'ira che ne avevano fatto una persona sgradita soprattutto agli occhi della madre di Katy. La ragazza aveva invece sempre aiutato l'amico col quale poi intraprese una storia d'amore che non ebbe futuro. Katy, intelligente e ambiziosa lasciò il paese per proseguire gli studi, senza più tornare. Questo dopo due eventi drammatici che videro protagonisti i suoi amici.
Shaun, in crisi durante un esame scolastico, colto da un accesso d'ira compì un atto autolesionistico che gli compromise per sempre l'uso di una mano. Daz, che intanto aveva messo incinta la sua ragazza, in fuga dopo una bravata compiuta con Shaun, venne investito da un'auto rimanendo paralizzato dalla vita in giù.
Vent'anni dopo Shaun tenta invano di recuperare il rapporto con Katy, quindi assiste alla morte di Daz. Di lei gli resta il ricordo indelebile di un'estate d'amore vissuta con la spensieratezza della gioventù, dell'amico i ricordi di una vita e un ragazzo cresciuto insieme.

## Premi e riconoscimenti
Summer ottenne il prestigioso premio BAFTA Scotland come miglior film e per il miglior regista.